# Montigny-l'Allier

Montigny-l'Allier este o comună în departamentul Ain, Franța. În 1 ianuarie 2022 avea o populație de 271 de locuitori.